# IC 1989
IC 1989 — галактика типу E-S0 (еліптична спіральна галактика) у сузір'ї Годинник.
Цей об'єкт міститься в оригінальній редакції індексного каталогу.